# Roger Roger
Roger Roger (Rouen, 5 augustus 1911 – Deauville, 12 juni 1995) was een Frans componist en dirigent. Zijn vader Edmond Roger was een dirigent die samen met Claude Debussy aan het Conservatoire national supérieur de musique in Parijs gestudeerd had, en zijn moeder was een opera zangeres. Hij gebruikte voor bepaalde werken zijn pseudoniemen: Eric Swan, Ceçil Leuter en Roger Davy.

## Levensloop
Roger kreeg als klein jongetje al pianolessen van zijn vader. Maar ook de theoretische vakken, harmonie en contrapunt speelden een belangrijke rol in de opleiding in de familie Roger. Na zijn basisopleiding was hij docent en instructeur aan het theater in Rouen. Op 18-jarige leeftijd maakte hij zijn debuut als dirigent. Aan het einde van de jaren dertig van de twintigste eeuw kwam hij in contact met de Franse filmindustrie. Eerst schreef hij muziek voor documentaires en later ook voor andere films. Verschillende Europese radiostations waren zijn werkgevers zoals Radio Luxembourg, Radio 37 en Europe 1 en hij was ook bij de eerste programma's van de toen nog nieuwe TF1.
Als componist schreef hij werken in het lichtere genre, maar vooral filmmuziek. Gewoonlijk neemt hij zijn eigen muziek op te Parijs. Meerdere malen werkte hij samen met zijn jeugdvriend Nino Nardini. Voor de British Broadcasting Corporation (BBC) werkte hij samen met Frank Chacksfield. Verder was hij bevriend met Lalo Schifrin.

## Composities

### Werken voor harmonieorkest
- American Triptych
- Four Movements from "Music of the Four Winds"
  1. Scenic Railway
  2. Intermezzo
  3. Adieu Shanghai
  4. Chevauchee Caucasienne
- Ronde et danse

### Filmmuziek
- 1938: Kaddour à Paris
- 1943: Le camion blanc (ook bekend onder de internationale titel: The White Truck)
- 1943: Fou d'amour
- 1944: L'ange de la nuit (Angel of the Night)
- 1944: L'aventure est au coin de la rue
- 1944: Le carrefour des enfants perdus (Children of Chaos)
- 1952: Magazine de Paris
- 1954: C'est la vie parisienne (It's the Paris Life)
- 1954-1955: "Flash Gordon" (2 episodes)
  1. The Race Against Time
  2. The Return of the Androids
- 1955: La môme Pigalle (The Maiden)
- 1960: Première brigade criminelle
- 1962: La prostitution
- 1963: Le wagon-lit
- 1964: Le gain de temps
- 1964: Premier avril
- 1964: Douchka
- 1964: Le cinéma
- 1966: Trois étoiles en Touraine
- 1966: Samson père et fils